# Wojsławice (gmina)
Wojsławice – gmina wiejska w województwie lubelskim, w powiecie chełmskim. W latach 1975–1998 gmina położona była w województwie chełmskim.
Siedziba gminy to Wojsławice.
Według danych z 30 czerwca 2004 gminę zamieszkiwało 4399 osób.
Za Królestwa Polskiego gmina należała do powiatu chełmskiego w guberni lubelskiej. 13 stycznia 1870 do gminy przyłączono pozbawione praw miejskich Wojsławice.
W 1928 roku wójtem gminy był Michał Sitarz, odznaczony Brązowym Krzyżem Zasługi za „zasługi w pracy społecznej i samorządowej”.

## Struktura powierzchni
Według danych z roku 2002 gmina Wojsławice ma obszar 110,18 km², w tym:
- użytki rolne: 78%
- użytki leśne: 16%

Gmina stanowi 6,19% powierzchni powiatu.

## Demografia

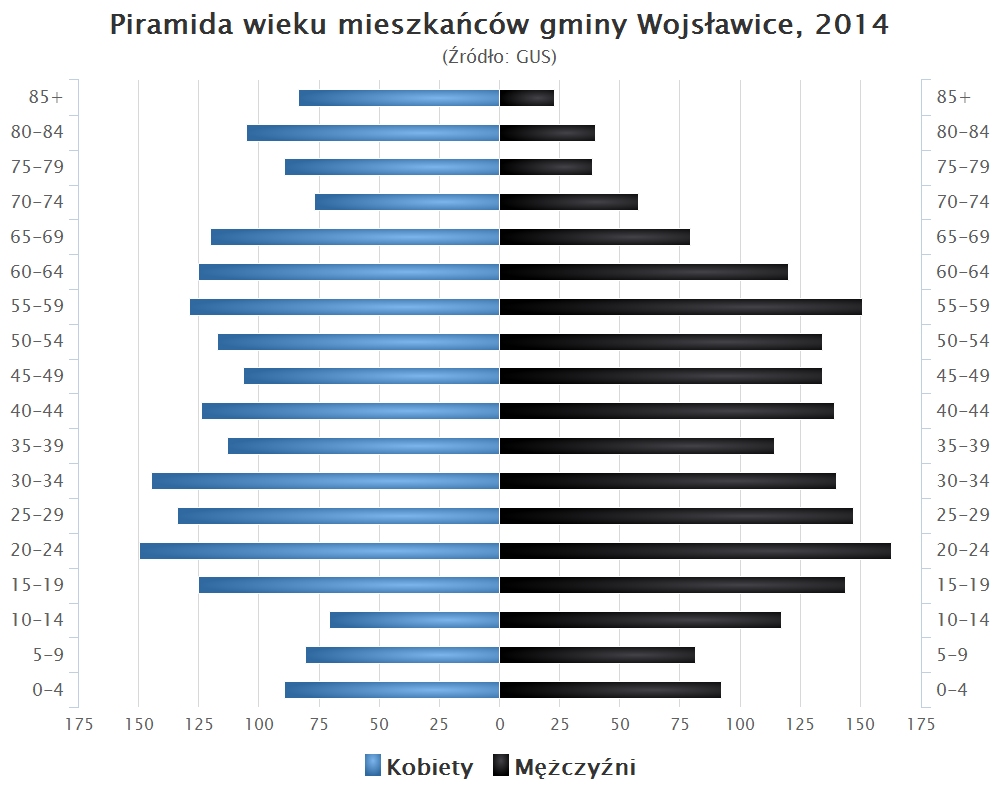
Piramida wieku mieszkańców gminy Wojsławice w 2014 roku

Dane z 30 czerwca 2004:
| Opis                              | Ogółem | Ogółem | Kobiety | Kobiety | Mężczyźni | Mężczyźni |
| --------------------------------- | ------ | ------ | ------- | ------- | --------- | --------- |
| jednostka                         | osób   | %      | osób    | %       | osób      | %         |
| populacja                         | 4399   | 100    | 2182    | 49,6    | 2217      | 50,4      |
| gęstość zaludnienia (mieszk./km²) | 39,9   | 39,9   | 19,8    | 19,8    | 20,1      | 20,1      |

## Wojsławice w literaturze
Wojsławice i okolice są miejscem akcji większości opowiadań o Jakubie Wędrowyczu pióra Andrzeja Pilipiuka.

## Sołectwa
Czarnołozy, Huta, Krasne, Kukawka, Majdan, Majdan Kukawiecki, Majdan Ostrowski, Nowy Majdan, Ostrów, Ostrów-Kolonia, Partyzancka Kolonia, Putnowice-Kolonia, Putnowice Wielkie, Rozięcin, Stadarnia, Stary Majdan, Trościanka, Turowiec, Witoldów, Wojsławice (5 sołectw), Wojsławice-Kolonia, Wólka Putnowicka.

## Pozostałe miejscowości
Kolonia • Majdanek • Popławy • Wojsławice (osada leśna)

## Szkoły
Zespół Szkolno-Przedszkolny w Wojsławicach-Kolonii, Szkoła Filialna w Majdanie Ostrowskim (zamknięta w 2012 r.), Szkoła Filialna w Putnowicach (zamknięta w 2012 r.), Szkoła Filialna w Hucie (zamknięta w 2012 r.).

## Sąsiednie gminy
Białopole, Grabowiec, Kraśniczyn, Leśniowice, Uchanie, Żmudź